# ヨルク・ハインリヒ
ヨルク・ハインリヒ（Jörg Heinrich, 1969年12月6日 - ）は、ドイツ (旧東ドイツ) 出身の元同国代表の元サッカー選手、サッカー指導者。ポジションはミッドフィルダー（左右ウイングバック、ボランチ）またはディフェンダー。

## クラブ経歴
ハインリヒは地元のBSGモートル・ラーテノーでサッカーを始めた。1989年に東欧革命が勃発すると1990年に西側のキッカーズ・エムデンへ移籍したが、エムデンは地域リーグ所属のクラブに過ぎず、ハインリヒは24歳になるまでトップレベルでプレーする機会がなかった。
1994年夏にブンデスリーガ1部のSCフライブルクに移籍。当時の監督フォルカー・フィンケに評価され選手として成長を遂げると、1996年1月にボルシア・ドルトムントへ移籍。ドルトムントでは主に左ウイングバックを務め、1995-96シーズンのブンデスリーガ優勝、1996-97シーズンのUEFAチャンピオンズリーグ優勝、1997年のインターコンチネンタルカップ優勝に貢献した。
1998年夏、パルマ、インテル、アーセナルといったクラブも獲得を狙っていたが、フィオレンティーナのジョバンニ・トラパットーニ監督に強く望まれたことで、セリエAのフィオレンティーナへの移籍を選択した。250万マルク（約20億円）の移籍金はブンデスリーガ所属選手としては過去最高の記録となった。すぐに先発に定着し、33試合に出場した。フィオレンティーナで2シーズンを過ごし、公式戦87試合に出場したが、チームとの契約を2年残す中、チームの財政的理由により退団することとなった。この時、バイエルン・ミュンヘンからのオファーもあったが、希望する左サイドではなく、右サイドで起用される予定であると聞き、ドルトムントへの複帰を選んだ。
2000年にドルトムントへ復帰。2000-01シーズンのブンデスリーガ優勝とUEFAカップ準優勝に貢献したが、2002-03シーズンに入ると膝の靭帯を痛めるなど怪我が重なり、2003年3月にクラブ側から契約満了に伴い契約を更新しないことが発表された。
同年6月、1.FCケルンへ移籍したが2003-04シーズンにケルンがリーグ最下位となりブンデスリーガ2部に降格すると退団。2004年9月、オーバーリーガ（4部リーグ相当）所属のルートヴィッヒスフェルダーFCへ移籍。実質的にプロ選手としてのキャリアを終えると、その後は下部リーグのクラブを渡り歩いた。

## 代表経歴
ドイツ代表としては1995年6月21日に行われたイタリア代表との国際親善試合でデビュー。1998年にフランスで開催された1998 FIFAワールドカップでは代表メンバー入りを果たすと全5試合に出場し主に右ウイングバックを務め、準々決勝のクロアチア代表戦では退場処分となったクリスティアン・ヴェアンスに代わってセンターバックを務めたが、大会を通じて良質なパフォーマンスを発揮することは出来ずに終わった。1999年にメキシコで開催されたFIFAコンフェデレーションズカップ1999の代表メンバーに選ばれ3試合に出場。
2002年に日本と韓国で共同開催された2002 FIFAワールドカップでは膝の十字靭帯を断裂し戦列を離れたイェンス・ノヴォトニーに代わって暫定的に代表入りを果たした。同年5月14日に行われたウェールズ代表戦と5月18日に行われたオーストリア代表戦に出場したが、最終メンバーの発表直前に代表を辞退し、代わりにイェルク・ベーメが招集された。ドイツ代表としての通算成績は国際Aマッチ37試合出場2得点。

## 引退後
引退後はアマチュアレベルのクラブでプレーを続けるかたわら、2005年12月から2007年2月にかけて1.FCウニオン・ベルリンのスポーツディレクターを務めた。
2012年4月、サッカー指導者としての講習を修了すると、2013年7月1日にBSCラーテノー1994の監督に就任。2015年7月、レギオナルリーガ・ノルト所属のFSV 63ルッケンヴァルデの監督に就任したが、成績不振の状態が続き2016年3月に監督を解任された。

## その他
- デビッド・ベッカムは後に自伝の中で、最も困難だった対戦相手として名前を挙げた[5]。

## 代表歴

### 出場大会
- ドイツ代表
  - 1998 FIFAワールドカップ (ベスト8)

### 試合数
- 国際Aマッチ 37試合 2得点（1995年-2002年）[14][9]

| ドイツ代表 | 国際Aマッチ | 国際Aマッチ |
| 年         | 出場        | 得点        |
| ---------- | ----------- | ----------- |
| 1995       | 2           | 0           |
| 1996       | 0           | 0           |
| 1997       | 9           | 1           |
| 1998       | 12          | 1           |
| 1999       | 7           | 0           |
| 2000       | 3           | 0           |
| 2001       | 1           | 0           |
| 2002       | 3           | 0           |
| 通算       | 37          | 2           |

### 得点
出典
| # | 開催日         | 開催地                   | 対戦国           | 結果 | 大会     |
| - | -------------- | ------------------------ | ---------------- | ---- | -------- |
| 1 | 1997年11月15日 | ドイツ、デュッセルドルフ | 南アフリカ共和国 | 3-0  | 親善試合 |
| 2 | 1998年2月18日  | オマーン、マスカット     | オマーン         | 2-0  | 親善試合 |